# حوزه انتخابیه نوزدهم تگزاس
حوزه انتخابیه نوزدهم تگزاس یک حوزه انتخابیه مجلس نمایندگان آمریکا است که در ایالت تگزاس قرار دارد.